# Vertigo (singel U2)
Vertigo – piosenka zespołu U2 z płyty How to Dismantle an Atomic Bomb, wydana także na singlu 24 września 2004 roku. Zdobyła nagrody Grammy w kategoriach: Best Rock Song, Best Rock Performance by a Duo or Group with Vocal i Best Short Form Music Video.

## Informacje
Magazyn Rolling Stone oraz wiele innych muzycznych publikacji mówi, że główny riff gitarowy w utworze jest bardzo podobny do piosenki „Dirty Boots” zespołu Sonic Youth i „Get Free” grupy The Vines. Dźwięki gitary basowej są natomiast podobne do innej piosenki U2, „A Sort of Homecoming” z albumu The Unforgettable Fire.
Na początku piosenki lider zespołu, Bono odlicza po hiszpańsku „unos, dos, tres, catorce!”, co oznacza „raz, dwa, trzy, czternaście”. Bono zapytany, skąd wzięła się liczba czternaście, wytłumaczył, że chodzi tu o album z którego pochodzi piosenka, czternasty w historii zespołu. Podczas słów „Hello hello!” słychać hiszpańskie „Hola!”, czasami słychać „Donde esta?”, czyli „Gdzie jesteś?” oraz „Como estas?”, co oznacza „Co słychać?”.

## Wykonanie na koncertach
Piosenka jest grana na każdym koncercie od czasu pojawienia się. Często na końcu zawiera fragmenty innej piosenki zespołu, „Stories for Boys”.

## „Native Son”
Podczas nagrywania płyty How to Dismantle an Atomic Bomb utwór ten w pierwotnej wersji nazywał się „Native Son”, dopiero później zespół zmienił przede wszystkim tekst, tworząc „Vertigo”. „Native Son” usłyszeć można na płycie Unreleased & Rare, dostępnej jedynie w zestawie The Complete U2.

## Lista utworów

### Wielka Brytania
- CD CID878

1. „Vertigo” (edycja radiowa) – 3:11
2. „Are You Gonna Wait Forever?” – 3:48

- CD CIDX878

1. „Vertigo” (edycja radiowa) – 3:11
2. „Vertigo” (Jacknife Lee 10" mix) – 4:13
3. „Neon Lights” – 4:07

- DVD CIDV878

1. „Vertigo” (wideo wysokiej jakości) – 3:11
2. „Vertigo” (audio i galefria fotografii) – 3:11
3. „Are You Gonna Wait Forever?” (audio) – 3:48
4. „Vertigo” (Jacknife Lee 10" mix – wideo z Lizbony) – 4:13

- 12" 12IS878

1. „Vertigo” (Jacknife Lee 12" mix) – 5:36
2. „Vertigo” (Jacknife Lee 7" mix) – 3:08
3. „Vertigo” (Jacknife Lee 10" mix) – 4:13
4. „Vertigo” (Jacknife Lee Instrumental) – 5:36

### Stany Zjednoczone
- 7" Interscope B0003580-21

1. „Vertigo” – 3:11
2. „Vertigo” – 3:11

### Japonia
- CD UICI-5017

1. „Vertigo” (edycja radiowa) – 3:11
2. „Are You Gonna Wait Forever?” – 3:48
3. „Vertigo” (Jacknife Lee 10" mix) – 4:13
4. „Neon Lights” – 4:07
5. „Vertigo” (wideo wysokiej jakości) – 3:11

## Pozycje na listach
| Kraj/Lista (2004)                                       | Pozycja |
| ------------------------------------------------------- | ------- |
| Argentyna                                               | 1       |
| Stany Zjednoczone (Billboard Modern Rock Tracks)        | 1       |
| Grecja                                                  | 1       |
| Indie                                                   | 1       |
| Irlandia                                                | 1       |
| Łotwa                                                   | 1       |
| Wielka Brytania                                         | 1       |
| Włochy                                                  | 1       |
| Brazylia                                                | 2       |
| Finlandia                                               | 2       |
| Holandia                                                | 2       |
| Kanada                                                  | 2       |
| Norwegia                                                | 2       |
| Stany Zjednoczone (Billboard Mainstream Rock Tracks)    | 3       |
| Austria                                                 | 4       |
| Australia (ARIA Charts)                                 | 5       |
| Nowa Zelandia                                           | 5       |
| Stany Zjednoczone (Billboard Hot Dance Music/Club Play) | 8       |
| Stany Zjednoczone (Billboard Adult Top 40)              | 9       |
| Stany Zjednoczone (Billboard Pop 100)                   | 10      |
| Japonia                                                 | 10      |
| Stany Zjednoczone (Billboard Top 40 Adult Recurrents)   | 15      |
| Belgia                                                  | 16      |
| Stany Zjednoczone (Billboard Hot 100)                   | 31      |
| Stany Zjednoczone (Billboard Top 40 Mainstream)         | 35      |
| Stany Zjednoczone (Billboard Top 40 Tracks)             | 37      |